# Magda Kósáné Kovács
Magda Kósáné Kovács (ur. 4 listopada 1940 w Budapeszcie, zm. 27 lipca 2020) – węgierska polityk, nauczycielka, była minister i parlamentarzystka (1990–2004), eurodeputowana V i VI kadencji.

## Życiorys
W 1964 uzyskała dyplom nauczyciela szkół średnich, pięć lat później doktoryzowała się na wydziale filozoficznym Uniwersytetu im. Loránda Eötvösa w Budapeszcie. Pracowała jako nauczycielka w gimnazjum, a także w instytucie literatury Węgierskiej Akademii Nauk (1964–1972). W pierwszej połowie lat 80. była sekretarzem zarządu centralnego związku zawodowego nauczycieli, wchodziła też w skład władz frontu patriotycznego.
Po przemianach politycznych zaangażowała się w działalność postkomunistycznej MSZP. Od 1990 do 2004 zasiadała w węgierskim Zgromadzeniu Narodowym. W latach 1994–1995 zajmowała stanowisko ministra pracy. Od 2002 reprezentowała krajowy parlament w Zgromadzeniu Parlamentarnym Rady Europy.
Była obserwatorem w PE, a od 1 maja 2004 eurodeputowaną. W wyborach powszechnych w 2004 utrzymała mandat posłanki do Parlamentu Europejskiego z ramienia Węgierskiej Partii Socjalistycznej. Była członkinią grupy socjalistycznej (do 2007 jako jej wiceprzewodnicząca), pracowała m.in. w Komisji Wolności Obywatelskich, Sprawiedliwości i Spraw Wewnętrznych. W PE zasiadała do 2009.
Od 2011 działała w Koalicji Demokratycznej.
Odznaczona francuskim Orderem Narodowym Zasługi.